# 아르센 루팡 (2004년 영화)
아르센 루팡(프랑스어: Arsène Lupin 아르센 뤼팽[*])는 모리스 르블랑의 《괴도 루팡 시리즈》를 원작으로 한 2004년 제작 영화이다. 뤼팽 탄생 100주년을 기념하여 만들어진 것이다. 주요 기반이 된 것은 《칼리오스트로 백작부인》이다.

## 줄거리
영화는 어린 시절부터 아버지의 죽음을 겪고 성장한 아르센 루팡의 이야기를 따라간다. 성인이 된 루팡은 조세핀이라는 수수께끼의 여인을 만나게 되는데, 그녀는 불멸의 존재처럼 보이며 최면 약물을 사용해 사람들을 조종한다. 루팡은 부패한 부자들을 털어 정의를 실현하는 것을 철칙으로 삼고 있으며, 이번 영화에서는 세 개의 십자가를 모아 메디에 대한 비밀이 숨겨진 보물을 찾으려는 비밀 조직과 조세핀 두 세력에 맞서게 된다. 이들은 각자 다른 목적을 가지고 있지만, 결국 루팡과 대립하게 된다. 영화는 루팡이 이들의 음모를 파헤치고 보물을 차지하기 위한 모험을 그린다.

## 출연

### 주연
- 로망 뒤리스
- 크리스틴 스콧 토마스
- 에바 그린

### 조연
- 파스칼 그레고리
- 로빈 레누시
- 패트릭 투미
- 마티유 까리에
- 필리페 마그넌
- 필리프 레마르
- 마리 부넬

## 기타
- 원조: 니콜라스 사다
- 공동제작: 크리스토퍼 그레니어-디피르
- 공동프로듀서: 알프레드 허머
- 미술: 프랑수아 듀페튜스
- 배역: 스테판 포앙키노스
- 배역: 루이스 해몬드